# 上川手村 (長野県)
上川手村（かみかわてむら）は長野県東筑摩郡にあった村。現在の安曇野市豊科田沢・豊科光・明科光にあたる。

## 地理
- 山：一条ヶ峰、光城山、長峰山
- 河川：犀川

## 歴史
- 1874年（明治8年）1月23日 - 筑摩県筑摩郡田沢村・光村が合併して上川手村となる。
- 1876年（明治9年）8月21日 - 長野県の所属となる。
- 1878年（明治11年）1月4日 - 郡区町村編制法の施行により、東筑摩郡の所属となる。
- 1889年（明治22年）4月1日 - 町村制の施行により、上川手村が単独で自治体を形成。
- 1955年（昭和30年）1月15日 - 光の一部（中条・北村・白牧・矢の沢）が中川手村に編入。田沢および光の一部（こおろぎ［虫偏に車］・野田・南村）が南安曇郡豊科町・南穂高村・高家村と合併し、改めて南安曇郡豊科町が発足。同日上川手村廃止。

## 経済
農業
『大日本篤農家名鑑』によれば上川手村の篤農家は、「花村啓一郎、望月芳一」などである。

## 交通

### 鉄道路線
- 日本国有鉄道
  - 篠ノ井線
    - 田沢駅

### 道路
- 国道19号

現在は旧村域を長野自動車道が通過するが、当時は未開通。

## 出身人物
- 高橋保 (実業家) - クレハ創業者・衆議院議員
- 花村四郎（弁護士、政治家） - 衆議院議員。法務大臣。